# Anthurium urvilleanum
Anthurium urvilleanum är en kallaväxtart som beskrevs av Heinrich Wilhelm Schott. Anthurium urvilleanum ingår i släktet Anthurium och familjen kallaväxter. Inga underarter finns listade.